# محطة قطار زوبية
محطة زوبية أو محطة دوفيرييه (Duveyrier)، هي محطة سكة حديد جزائرية سابقة تقع في مدينة زوبية الحالية (دوفيرييه سابقًا)، في بلدية بني ونيف ، في ولاية بشار .

## وضع السكك الحديدية
تم إنشاء المحطة على ارتفاع 863,700 م  ، وتقع عند نقطة الكيلومتر (PK) 609,900 من الخط من وادي تليلات إلى بشار ، حيث تسبقها محطة حجرة مكيل القديمة وتتبعها محطة وادي العاصي القديمة.

## تاريخ
دشنت المحطة سنة 1901 عند افتتاح القسم الممتد من عين الصفراء إلى زوبية من خط السكة الحديد الضيق القديم من وهران إلى قنادسة عبر سعيدة . سبقتها محطة حجرة مكيل القديمة وتلتها محطة وادي العاصي القديمة، وكانت تقع عند PK 609,900 من هذا الخط .
تعتبر هذه المحطة من بين المحطات المحصنة في الجزائر التي بناها الجيش الفرنسي بين عامي 1881 و1906 على طول الخط الرابط بين سعيدة وبشار.

## خدمة الركاب
في عام 2023، لا تخدم هذه المحطة بقطارات الشركة الوطنية للنقل بالسكك الحديدية.

### مقالات ذات صلة
- خط من وادي تليلات إلى بشار
- خط من وهران إلى قنادسة
- قائمة محطات القطارات في الجزائر

### روابط خارجية
- "ش.و.ن.س.ح". الشركة الوطنية للنقل بالسكك الحديدية. مؤرشف من الأصل في 2025-05-05.